# Julius Ludwig August Koch

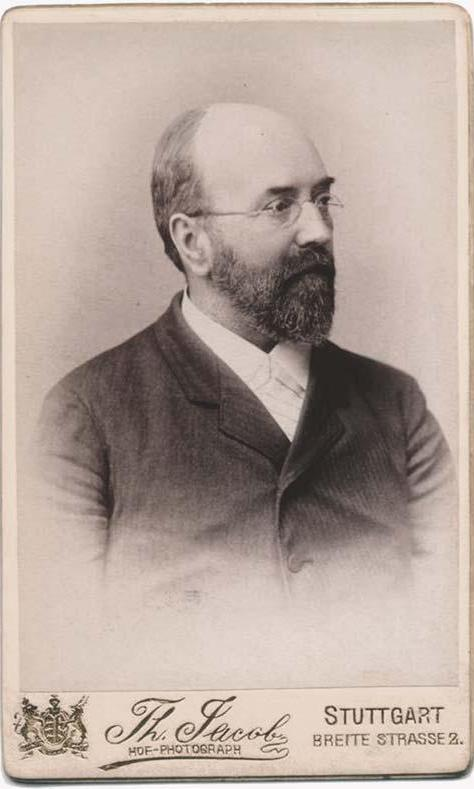
Julius Ludwig August Koch

Julius Ludwig August Koch (* 4. Dezember 1841 in Laichingen (Württemberg); † 25. Juni 1908 in Zwiefalten) war ein deutscher Psychiater.

## Leben
Koch war ältester Sohn von Pauline Friederike Koch, geb. Zeller, und von Karl Ludwig Koch, einem aus Norddeutschland stammenden Doktors der Medizin und Philosophie, der eine Landarztpraxis sowie eine von ihm selbst gegründete Privatirrenanstalt führte. Julius Ludwig August Koch studierte von 1863 bis 1867 Medizin in Tübingen und war zunächst als Praktischer Arzt tätig, bis er nach der 1870 erfolgten Verheiratung mit der Pfarrerstochter Julie Herwig in einer privaten Nervenheilanstalt in Göppingen Anstellung als Assistenzarzt fand. Am 18. Juli 1874 wurde er Direktor der württembergischen „Staatsirrenanstalt“ Zwiefalten. Er engagierte sich auf dem Gebiet der Persönlichkeitsstörungen und prägte 1891 den Begriff „psychopathische Minderwertigkeiten.“ Koch war ebenfalls Anhänger einer genetischen Degenerationslehre und beschrieb verschiedene Störungstypen wie „Zartbesaitete“ oder „Stadt- und Weltverbesserer“. Im Februar 1898 wurde er pensioniert und zog nach Cannstatt um. Er verfasste, am Anfang unter dem Pseudonym Fredelik, Gedichte und veröffentlichte auch eine botanische Arbeit zu den Blattflechten der Zwiefalter Gegend. Koch hatte drei Kinder. Sein ältester Sohn war vor Kochs Übersiedlung nach Cannstatt Oberarzt in der Psychiatrischen Anstalt Zwiefalten geworden. Begraben liegt Julius Ludwig August Koch auf dem Friedhof Zwiefalten.

## Werke (Auswahl)
- Ueber das Hirn des Buschweibes. Tübingen 1867 (Tübingen, Univ., Diss., 1867).
- Vom Bewusstsein in Zuständen sog. Bewusstlosigkeit: Vortrag gehalten in der Psychiatrischen Section der 50. Deutschen Naturforscher-Versammlung zu München. Enke, Stuttgart 1877.
- Zur Statistik der Geisteskrankheiten in Würtemberg und der Geisteskrankheiten überhaupt. Kohlhammer, Stuttgart 1878.
- Psychiatrische Winke für Laien. Neff, Stuttgart 1880 (Digitalisat).
- Erkenntnistheoretische Untersuchungen. Herwig, Göppingen 1883.
- Grundriss der Philosophie. Herwig, Göppingen 1884.
- Die Wirklichkeit und ihre Erkenntnis: Eine systematische und kritisch vergleichende Untersuchung der Hauptgegenstände der Philosophie. Herwig, Göppingen 1886.
- Kurzgefaßter Leitfaden der Psychiatrie. Dorn, Ravensburg 1888.
- Der Einfluss der sozialen Misstände auf die Zunahme der Geisteskrankheiten. Bruns, Minden i. W. 1888 (Soziale Zeitfragen; 20) (Digitalisat).
- Spezielle Diagnostik der Psychosen. Maier, Ravensburg 1890.
- Die Psychopathischen Minderwertigkeiten: in 3 Abtheilungen. 3 Bde., Maier, Ravensburg 1891–1893.
  - Abt. 1: Einleitung, die angeborenen andauernden psychopatischen Minderwertigkeiten. 1891
  - Abt. 2: Die gemischten psychopathischen Minderwertigkeiten. Die erworbenen andauernden psychopathischen Minderwertigkeiten (bis zur Belastung). 1892.
  - Abt. 3: Die erworbenen andauernden psychopathischen Minderwertigkeiten (Schluß). Die flüchtigen psychopathischen Minderwertigkeiten. 1893.
- Die Frage nach dem geborenen Verbrecher. Otto Maier, Ravensburg 1894 (Digitalisat).
- Die Bedeutung der psychopathischen Minderwertigkeiten für den Militärdienst. Maier, Ravensburg 1894 (Digitalisat).
- Das Nervenleben des Menschen in guten und bösen Tagen: eine Schrift zur Belehrung, zu Rat und Trost. Maier, Ravensburg 1895.
- Vermehrung des Lebens: ein Wort an die Eltern für die Kinder. Gundert, Stuttgart 1901.
- mit Alfred Baur: Das kranke Schulkind: Anleitung zum physiologisch-psychologischen Beobachten in der Schule. Enke, Stuttgart 1902.
- Reich Gottes: Gedichte. Greiner & Pfeiffer, Stuttgart 1904.